# Ana Bărbosu
Ana Bărbosu (Focșani, 26 de julio de 2006) es una deportista rumana que compite en gimnasia artística; medallista olímpica de bronce.
Obtuvo una medalla de bronce en los Juegos Olímpicos de París 2024, en la prueba de suelo, y cuatro medallas en el Campeonato Europeo de Gimnasia Artística de 2025.

## Trayectoria
Empezó a practicar la gimnasia a los cuatro años en el club CSS Focșani. A nivel juvenil consiguió seis medallas de oro en el Campeonato Europeo de Gimnasia Artística Júnior de 2020. Ya en categoría absoluta, logró ganar en 2022 la Challenge Cup en cuatro ocasiones, una en Osijek y tres en Mersin.
Participó en los Juegos Olímpicos de París 2024, obteniendo una medalla de bronce en la prueba de suelo y el séptimo lugar en el concurso por equipos. En la prueba de suelo se clasificó con la octava mejor nota, y en la final quedó tercera con una puntuación de 13,700, siendo superada por la brasileña Rebeca Andrade y la estadounidense Simone Biles. Pero la última participante de la prueba, la estadounidense Jordan Chiles, que había quedado quinta con una nota de 13,666 puntos reclamó ante los jueces la nota, y estos revisaron su ejercicio y le corrigieron la puntuación a 13,766, quedando por encima de la nota de Bărbosu, haciendo que esta perdiera su medalla de bronce. Sin embargo, la federación rumana apeló esta decisón, alegando que la reclamación por parte del equipo de Chiles se había hecho después del tiempo reglamentario. El Tribunal de Arbitraje Deportivo dio posteriormente la razón al equipo rumano y le fue restaurada la medalla a Bărbosu.
Ganó cuatro medallas en el Campeonato Europeo de Gimnasia Artística de 2025, oro en la prueba de suelo, plata en la barra de equilibrio y bronce en las barras asimétricas y en el concurso individual.
En 2025 decidió mudarse a los Estados Unidos para entrenar con el equipo de gimnasia de la Universidad Stanford.

## Palmarés internacional
| Juegos Olímpicos   | Juegos Olímpicos   | Juegos Olímpicos  | Juegos Olímpicos    |
| Año                | Lugar              | Medalla           | Prueba              |
| ------------------ | ------------------ | ----------------- | ------------------- |
| 2024               | París (Francia)    | Medalla de bronce | Suelo               |
| Campeonato Europeo |                    |                   |                     |
| Año                | Lugar              | Medalla           | Prueba              |
| 2025               | Leipzig (Alemania) | Medalla de oro    | Suelo               |
| 2025               | Leipzig (Alemania) | Medalla de plata  | Barra               |
| 2025               | Leipzig (Alemania) | Medalla de bronce | Barras asimétricas  |
| 2025               | Leipzig (Alemania) | Medalla de bronce | Concurso individual |